# Volker Strassen
Volker Strassen (* 29. duben 1936 Düsseldorf, Německo) je německý matematik a informatik. Začínal s teorií pravděpodobnosti, ale známým se stal zejména díky svému článku o Gaussově eliminační metodě, ve kterém přišel s prvním algoritmem na násobení matic v čase rychlejším než O(n3). Tento algoritmus je dnes běžně znám jako Strassenův algoritmus. Je držitelem několika vědeckých ocenění, v roce 2008 obdržel Knuthovu cenu.

## Životopis
Napřed studoval hudbu a filozofii na Kolínské univerzitě, od roku 1955 pak matematiku, filozofii a fyziku na Freiburské univerzitě a od roku 1957 ještě fyziku a matematiku na Mnichovské univerzitě a od roku 1958 na univerzitě v Göttingenu. Zde také v roce 1962 promoval pod vedením matematika Konrada Jacobse. Docenturu získal roku 1966 na univerzitě v Erlangenu. V letech 1962–1964 a 1966–1968 působil jako mimořádný profesor na Kalifornské univerzitě v Berkeley. V té době publikoval mimo jiné práce k teorii pravděpodobnosti.
Roku 1968 se stal vedoucím Institutu aplikované matematiky na univerzitě v Curychu, kde setrval 20 let, načež roku 1988 přešel na Univerzitu v Kostnici. V roce 1998 odešel do důchodu.